# Gabriel David
Gabriel Jesus David (1 februari 2007) is een Nigeriaans voetballer die door de P Sports Football Academy wordt uitgeleend aan Antwerp FC.

## Clubcarrière
David maakte in het voorjaar van 2025 pp huurbasis de overstap van de P Sports Football Academy naar de Belgische eersteklasser Antwerp FC, die de Nigeriaan tot het einde van het seizoen huurde met optie tot definitieve aankoop. Op 1 maart 2025 maakte David zijn officiële debuut voor het eerste elftal van de club: in de competitiewedstrijd tegen Cercle Brugge (0-0-gelijkspel) liet trainer Jonas De Roeck hem in de 85e minuut invallen voor Mohamed Bayo.

## Clubstatistieken
| Seizoen         | Club            | Land            | Competitie      | Competitie | Competitie | Beker | Beker | Supercup | Supercup | Europees | Europees | Totaal | Totaal |
| Seizoen         | Club            | Land            | Competitie      | Wed.       | Dlp.       | Wed.  | Dlp.  | Wed.     | Dlp.     | Wed.     | Dlp.     | Wed.   | Dlp.   |
| --------------- | --------------- | --------------- | --------------- | ---------- | ---------- | ----- | ----- | -------- | -------- | -------- | -------- | ------ | ------ |
| 2024/25         | → Antwerp FC    | Vlag van België | Eerste klasse A | 1          | 0          | 0     | 0     | —        | —        | —        | —        | 1      | 0      |
| Carrière totaal | Carrière totaal | Carrière totaal | Carrière totaal | 1          | 0          | 0     | 0     | 0        | 0        | 0        | 0        | 1      | 0      |

Bijgewerkt op 2 maart 2025.
2 Corbanie ·
3 B. Engels ·
4 Riedewald ·
5 Deman ·
6 Odoi ·
7 Kerk ·
8 Praet ·
9 Chery ·
10 Balikwisha ·
14 Valencia ·
18 Janssen ·
20 Doumbia ·
22 Adekami ·
23 Alderweireld  ·
25 Bataille ·
26 Bozhinov ·
30 Scott ·
33 Van den Bosch ·
46 Smits ·
54 Renders ·
75 Verstraeten ·
81 Devalckeneer ·
91 Lammens ·
Coach: Andries Ulderink